# Scopus
Scopus (Скòпус) е библиографска и реферираща база данни за резюмета и цитати и инструмент за проследяване на цитируемостта на статиите, публикувани в научните издания. Базата данни индексира научни и търговски списания, материали от конференции и серийни книжни издания в предметни области от най-високо ниво: науки за живота, хуманитарни и социални науки, физически науки и здравни науки. Всички списания, обхванати от базата данни Скопус, се преглеждат всяка година за достатъчно високо качество на публикациите според 4 вида цифрови мерки за качество на всяко заглавие: H-индекс (индекс на Хирш), CiteScore, индикатор SJR и научно класиране на изданието (SNIP). Това се извършва от Консултативен съвет за избор на съдържание (на английски: Content Selection & Advisory Board).
Разработчик и собственик на Scopus е издателската корпорация Elsevier (Елзевир). Сформиран е „Борд от съветници“, наблюдаващ потенциалния конфликт на интереси между платформата и нейния собственик, който в същото време е и крупен производител на съдържание.
Базата данни е достъпна при условията на онлайн регистрация. Търсачката на Scopus е интегрирана с търсещата система Scirus за претърсване на уеб страници и патентна база данни. Търсенията в Scopus също включват търсения в база данни за патенти LexisNexis, макар и с ограничена функционалност.
Обемът на данните непрекъснато нараства:
- През периода 2004 – 2009 г. Скопус индексира 18 000 научни издания по технически, медицински и хуманитарни науки от 5000 издатели.
- Около 2016 г. базата обхваща 36 377 заглавия (22 794 активни заглавия и 13 583 неактивни заглавия) от приблизително 11 678 издатели, от които 34 346 са рецензирани списания.
- Към януари 2020 г. Скопус индексира около 77,8 милиона публикации от повече от 25 100 издания, повече от 9,8 милиона доклада от конференции и 44 милиона патента.[5][6]